# Pommes essen
Pommes essen ist ein deutscher Kinderfilm aus dem Jahr 2012 von der Regisseurin Tina von Traben. Kinostart in Deutschland war am 12. Juli 2012.

## Handlung
Patty möchte Starköchin werden, muss aber immer wieder in der Pommesbude ihrer Mutter aushelfen. Die läuft schlecht, obwohl Mutter Frieda von ihrem Vater – Opa Frey – ein legendäres Rezept für Currywurstsoße geerbt hat. Als Frieda völlig überarbeitet zusammenbricht und in Kur fährt, muss Patty mit ihren jüngeren Schwestern Selma und Lilo das Familienunternehmen am Laufen halten. Da sich ihr allerdings die Chance eines Praktikums bei einem Sterne-Koch eröffnet, bleibt die Arbeit an den Schwestern hängen, die durch ein Unglück die Pommesbude abfackeln.
Um das Familienunternehmen zu retten, nehmen die Schwestern an einem Wettbewerb des MSV Duisburg teil, der einen neuen Betreiber des Stadioncaterings sucht. Allerdings schaltet sich in diesen Wettbewerb auch Friedas Bruder Onkel Walther ein, der eine Pommesbuden-Kette im Ruhrgebiet betreibt, aber das geheime Rezept seines Vaters nicht kennt.
Vor dem Stadion des MSV kommt es kurz vor dem nächsten Heimspiel zur Abstimmung der Fans zwischen Walthers Pommes King und der Bude der Frey-Schwestern.

## Kritik
Das Lexikon des internationalen Films berichtete, es sei ein „unterhaltsamer, ruhig und entspannt erzählter Familienfilm um drei sympathische Mädchen, dessen wendungsreiche Geschichte spielerisch Themen wie Aufrichtigkeit, Freundschaft und Solidarität anspricht.“

## Hintergrund
Der Film wurde von der Film- und Medienstiftung NRW, vom Beauftragten der Bundesregierung für Kultur und Medien, dem Kuratorium junger deutscher Film, dem DFFF und von nordmedia gefördert. Seine Premiere feierte Pommes essen am 7. Juli 2012 in der Lichtburg in Essen, nachdem er bereits als Wettbewerbsbeitrag bei dem Deutschen Kinder-Medien-Festival Goldener Spatz 2012 uraufgeführt wurde.
Patty und Selma heißen auch die älteren Schwestern von Marge Simpson aus der weltweit erfolgreichen Zeichentrickserie Die Simpsons.

## Auszeichnungen

Pommes essen erhielt das Prädikat „Besonders wertvoll“.

Der Film erhielt von der Deutschen Film- und Medienbewertung das Filmprädikat „Besonders wertvoll“.